# Liste der Monuments historiques in Castets et Castillon
Die Liste der Monuments historiques in Castets et Castillon führt die Monuments historiques in der französischen Gemeinde Castets et Castillon auf.

## Liste der Bauwerke
| Bezeichnung       | Beschreibung | Standort | Kennzeichnung | Schutzstatus | Datum | Bild           |
| ----------------- | ------------ | -------- | ------------- | ------------ | ----- | -------------- |
| Schloss Le Hamel  |              | (Lage)   | PA00083511    | Inscrit      | 1963  | weitere Bilder |
| Kirche St-Romain  |              | (Lage)   | PA00083512    | Inscrit      | 1925  | weitere Bilder |
| Château du Carpia | Schloss      | (Lage)   | PA33000077    | Inscrit      | 2004  | weitere Bilder |